# Nike SB
Nike SB, även känt som Nike Skateboarding, är Nikes märke för företagets skor, kläder och utrustning för skateboardåkning.

## Historia
I slutet på 1990-talet påbörjades en satsning från Nike på skateskomarknaden. Åren efter Nikes lansering av skateskor hade Nike SB sponsrat flera kända skatare.

## Modeller
Hemsidan complex.se har lagt upp en lista innehållande vad de tycker är Nike SB:s 100 bästa skor. På denna listan ses modeller som:
Diamond x Nike SB Dunk Low "Tiffany" (3:e plats), Nike SB Dunk Low "Reese Forbes Denim" (2:a plats), Supreme x Nike SB Dunk Low "Black Cement" (1:a plats).

## Tävlingar
2012 genomfördes tävlingen "Mr Control It All" samtidigt som Kostons signaturskomodell lanserades.